# TV10 (1989)

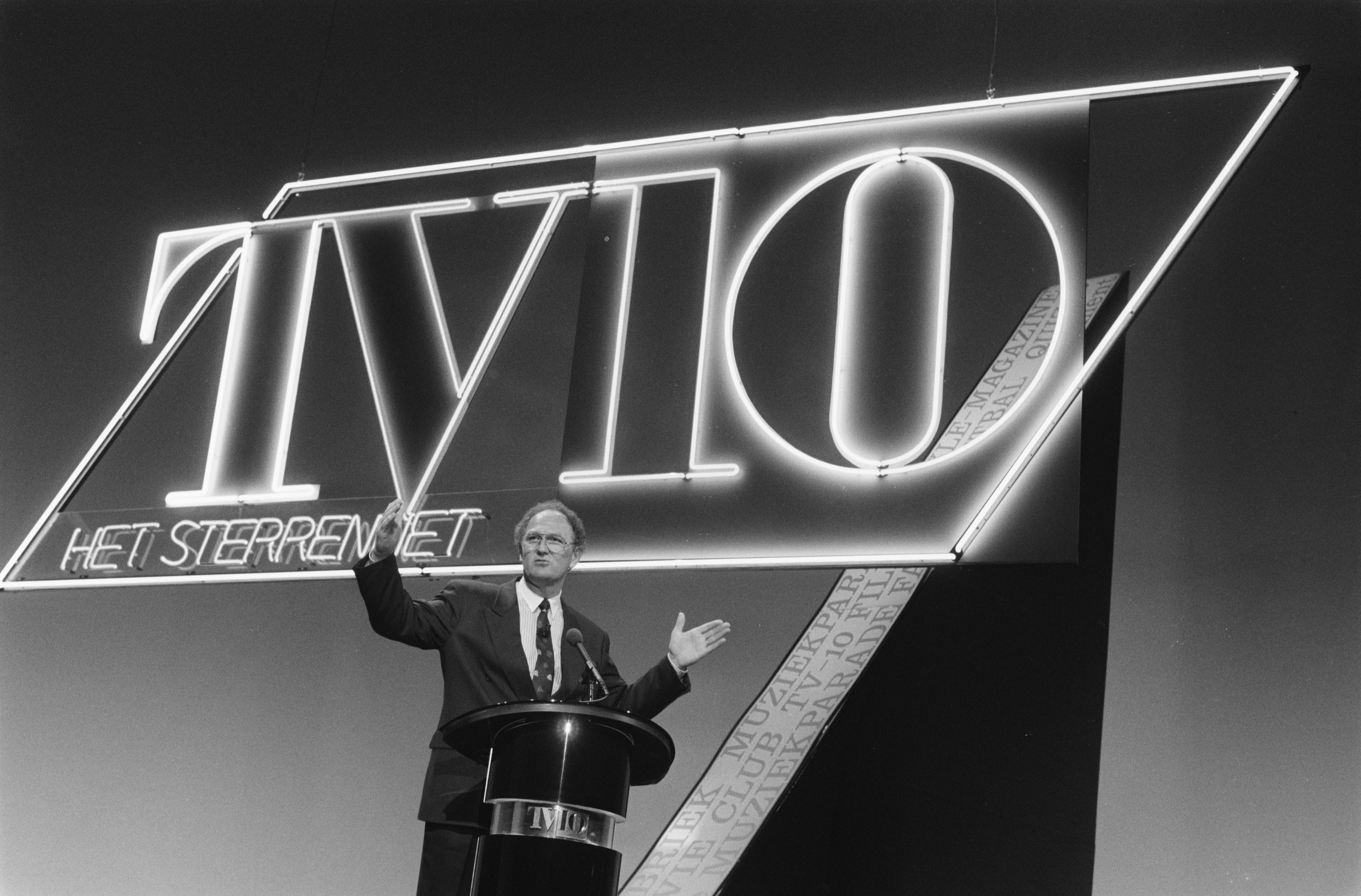
Joop van den Ende presenteert TV10 in mei 1989

TV10 was een Nederlands commercieel televisiestation dat wilde gaan uitzenden vanaf oktober 1989.

## Nederlandse politiek
In Nederland was een commercieel televisiestation niet toegestaan. Het station was een samenwerkingsverband tussen Peter Jelgersma en Joop van den Ende. Het werd gezien als een sterrennet en leek aanvankelijk succesvoller te zullen worden dan de andere commerciële zender die op Nederland gerichte televisie wilde gaan maken (RTL-Véronique).
Van den Ende wilde echter geen zogeheten "U-bochtconstructie", naar eigen zeggen omdat hij wilde investeren in Nederland en niet Nederlands geld naar het buitenland wilde laten gaan. Volgens medewerkers uit die dagen durfde hij bij nader inzien de juridische U-bocht via Italië niet aan nadat hij het rommelige appartement te Milaan had bezocht dat officieel als hoofdkantoor moest gelden. Hij vertrouwde erop dat Elco Brinkman (destijds minister van WVC) uiteindelijk wel toestemming zou geven. Brinkman stak immers niet onder stoelen of banken dat hij commerciële televisie wel zag zitten.
Van den Ende had echter buiten de partij van Brinkman gerekend, het CDA, dat pertinent tegen commerciële televisie was. Hoewel coalitiepartij VVD voor was, schreef minister-president Ruud Lubbers in een zogenaamde blauwe brief aan Brinkman dat commerciële televisie niet kon worden toegestaan. "Daar zijn we nog niet aan toe," zei Lubbers. "Straks als het nieuwe kabinet er zit zullen we het bespreken."
RTL-Véronique van Lex Harding ging wel van start via de U-bochtconstructie vanuit Luxemburg met studio's in Hilversum en werd later RTL 4.

## Buitenland
In een laatste poging het bedrijf te redden vluchtte Van den Ende toch naar het buitenland en probeerde met een Franse partner (TF1) alsnog toestemming te krijgen. Toen het Commissariaat voor de Media moest kiezen of het TV10 of RTL-Véronique zou toelaten op de Nederlandse kabel, koos het voor de zender met de juiste juridische constructie, en dat was RTL-Véronique. Hiermee was het TV10 project definitief mislukt.

## Sterren
Onder de sterren die met Van den Ende het commerciële avontuur aangingen, waren onder meer:
- Tom Blom
- Tom Blomberg
- Ron Brandsteder
- Jos Brink
- Gert-Jan Dröge
- André van Duin
- Ton Elias
- Henny Huisman
- Jaap Jongbloed
- Manuëla Kemp
- Pernille La Lau
- Willem Lust
- Tineke de Nooij
- Koos Postema
- Sandra Reemer
- Hugo van Rhijn
- Harmen Siezen
- Frits Spits
- Hans van der Togt
- Ruud ter Weijden

## Een ander TV10
Van 1995 tot 1998 heeft er een televisiekanaal bestaan met de naam TV10 (eerst TV10 Gold geheten), dat uitzond op het kanaal van de huidige zender Veronica. SBS Broadcasting, dat de rechten van TV10 van Joop van den Ende heeft gekocht, wilde met een digitaal tv-station met dezelfde naam starten, maar dit project is er echter nooit van gekomen.